# 中新田町
中新田町（なかにいだまち）は、2003年（平成15年）まで宮城県加美郡にあった町。現在は加美町の一部。

## 地理
- 山：
- 河川：鳴瀬川、田川、滝川、名蓋川、多田川
- 湖沼：

## 歴史

### 沿革
- 1889年（明治22年）4月1日 - 町村制施行にともない、旧来の中新田村単独で町制施行し中新田町が発足。
- 1954年（昭和29年）8月1日 - 鳴瀬村・広原村と合併し、新制の中新田町が発足。
- 2003年（平成15年）4月1日 - 小野田町・宮崎町と合併し、加美町となる。

## 町歌
- 瞳に愛を（1981年、宗左近作詞・三善晃作曲）

## 行政

### 歴代町長
昭和の合併以前
| 代 | 氏名       | 就任                       | 退任                       | 備考 |
| -- | ---------- | -------------------------- | -------------------------- | ---- |
| 1  | 中島金也   | 1889年（明治22年）4月      | 1911年（明治44年）1月9日   |      |
| 2  | 星儀左ェ門 | 1911年（明治44年）4月25日  | 1913年（大正2年）3月31日   |      |
| 3  | 今野良作   | 1913年（大正2年）6月12日   | 1921年（大正10年）1月5日   |      |
| 4  | 本田栄吉   | 1922年（大正11年）2月26日  | 1924年（大正13年）9月4日   |      |
| 5  | 今野良作   | 1924年（大正13年）11月28日 | 1932年（昭和7年）12月19日  | 再任 |
| 6  | 鈴木昌助   | 1932年（昭和7年）12月20日  | 1936年（昭和11年）12月19日 |      |
| 7  | 高階替司   | 1937年（昭和12年）1月8日   | 1940年（昭和15年）11月27日 |      |
| 8  | 森亀治     | 1940年（昭和15年）12月23日 | 1941年（昭和16年）6月9日   |      |
| 9  | 森嘉太郎   | 1941年（昭和16年）6月16日  | 1945年（昭和20年）6月15日  |      |
| 10 | 本間俊一   | 1945年（昭和20年）7月29日  | 1946年（昭和21年）11月30日 |      |
| 11 | 星清吉     | 1947年（昭和22年）4月6日   | 1951年（昭和26年）1月14日  |      |
| 12 | 渋谷甲一郎 | 1951年（昭和26年）2月24日  | 1954年（昭和29年）7月31日  |      |

昭和の合併以後
初代 - 渋谷甲一郎（旧町長）

## 地域

### 健康
- 平均年齢:43.9
- 年齢中位数:45.5

（平成12年国勢調査）

### 教育
- 宮城県中新田高等学校
- 中新田町立中新田中学校
- 中新田町立中新田小学校
- 中新田町立広原小学校
- 中新田町立鳴瀬小学校
- 中新田町立上多田川小学校

### 警察署
- 中新田警察署

## 交通

### 鉄道
- 仙台鉄道 - 1925年から1960年まで、西古川駅との間を運行した。また、1929年から1950年までは北仙台方面にも運行していた。
  - （北仙台方面） - 鳴瀬川駅 - 加美中新田駅 - （西古川駅）

### 道路
- 一般国道
  - 国道347号
- 一般地方道
  - 宮城県道157号中新田三本木線
  - 宮城県道159号柳沢中新田線
  - 宮城県道226号岩出山宮崎線 
  - 宮城県道267号鳴子小野田線

## 名所・旧跡・観光スポット・祭事・催事
- 城生柵跡
- ドラゴンカヌー大会

## 出身有名人
- いがらしみきお - 漫画家
- 伊藤宗一郎 - 政治家、衆議院議長
- 西條洋介 - ミュージシャン
- 本間俊太郎 - 元宮城県知事
- 髙階恵美子 - 参議院議員
- 猪股洋文 - 加美町長